# Tarsius spectrumgurskyae
Tarsius spectrumgurskyae (лат.) — вид приматов семейства долгопятовые. Эндемики Сулавеси.

## Распространение
Встречаются в северо-восточной части полуострова Минахаса, образующего северную часть индонезийского острова Сулавеси (Индонезия (между вулканом Тангоко и административной границей провинции Горонтало).

## Описание
Шерсть серовато-коричневая. Рядом с носом развиты черные пятна, а по бокам верхней губы есть белая отметина. Масса тела самок 95—119 грамм, самцов 104—126 грамм, длина хвоста самок 213—268 мм, самцов 220—258 мм (хвост почти в 2 раза длиннее тела; от 121 до 210 %). Верхние коренные зубы узкие. Между резцами и клыками есть явная диастема. Ночные животные с относительно самыми крупными глазами среди всех млекопитающих.

## Классификация
Вид был впервые описан в 2017 году группой зоологов из США (Myron Shekelle; Department of Anthropology, Университет Западного Вашингтона, Беллингхем, Вашингтон, США; и Russell A. Mittermeier), Австралии (Colin P. Groves; School of Archaeology and Anthropology, Австралийский национальный университет, Канберра, Австралия) и Индонезии (Ibnu Maryanto; Museum Zoologicum Bogoriense, LIPI, Cibinong, Западная Ява, Индонезия). Сходен с видами Tarsius supriatnai и Tarsius pelengensis, отличаясь от других видов рода своими коричневыми отметинами на бёдрах, строением ДНК и голосовыми спектрограммами. Видовое название дано в честь Dr. Sharon Gursky, которая посвятила свою жизнь изучению поведения и экологии долгопятов, в том числе популяций этого нового вида, определённых ранее как Tarsius spectrum (долгопят-привидение).
Tarsius spectrumgurskyae и Tarsius supriatnai стали 10-м и 11-м видами рода Долгопяты и 80-м и 81-м видами приматов, описанными в XXI веке. Оба новых таксона предложено включить в Международную Красную книгу как уязвимые виды.